# Heitor dos Prazeres
Heitor dos Prazeres (Río de Janeiro, 23 de septiembre de 1898 - Río de Janeiro, 4 de octubre de 1966) fue un compositor, cantante y pintor brasileño. Fue uno de los pioneros en la composición de sambas y participó de la fundación de las primeras escolas de samba de Brasil.

## Biografía
Sus padres fueron Eduardo Alexandre dos Prazeres, carpintero y clarinetista de la banda de la Guardia Nacional, y Celestina Gonçalves Martins, costurera, residentes en el barrio carioca de Cidade Nova (Praça Onze). En su familia era conocido como Lino y tuvo dos hermanas mayores, Acirema e Iraci.
Cuando tenía siete años de edad falleció su padre, quien le había enseñado a tocar en el clarinete varios ritmos como polcas, valses, choros y dobrados. Estudió en los colegios «Benjamin Constant», el de los padres de Sant'Ana y el Externado Sousa Aguiar pero fue expulsado de todos ellos y solo cursó hasta cuarto año de primaria. Tomó cursos de carpintería. Su tío, el músico Hilário Jovino Ferreira, conocido como «Lalu de Ouro», le regaló su primer cavaquinho. Tomó a su tío como modelo de compositor y a los doce años, ya conocido como mano Heitor do Cavaquinho, comenzó a participar en reuniones en casas de religión donde en compañía de experimentados músicos interpretaba e improvisaba ritmos afroamericanos como candomblé, jongo, lundu, cateretê, samba, etc., con instrumentos de percusión o su cavaquinho. Entre las casas que frecuentaba estaban las de vovó Celi, tía Esther, Oswaldo Cruz y tía Ciata, donde se realizaban las reuniones de bambas más importantes de la época, como el propio Lalu de Ouro, Caninha, João da Baiana, Sinhô, Getúlio Marinho («Amor»), Donga, Saturnino Gonçalves («Satur»), Pixinguinha, Paulo da Portela y otros.
Mientras trabajaba como lustrador de botas y vendedor de diarios, frecuentaba las cervecerías y salas de cine mudo cercanas a Praça Onze y los cafés de Lapa, donde oía a los músicos y a las orquestas típicas de la Belle Époque de Río de Janeiro. A los trece años fue enviado a prisión por vagancia y pasó dos meses en la colonia correccional Dois Rios, en Ilha Grande. Pocos años más tarde, comenzó a salir en los carnavales disfrazado de bahiana, con un paño de colores vivos a su espalda, mientras tocaba el cavaquinho y era seguido por multitudes que agitaban los extremos del paño como una enseña. O limoeiro, limão y Adeus, óculo fueron sus primeras composiciones y datan de 1912.
En los años 1920, asistido por otros sambistas y compositores como João da Baiana, Caninha, Ismael Silva, Alcebíades Barcelos («Bide») y Marçal ayudó a organizar varias agrupaciones de samba en Rio Comprido, Estácio y otros lugares cercanos, por lo que fue conocido como mano Heitor do Estácio. Participó de reuniones en Mangueira y Oswaldo Cruz con Cartola, Paulo da Portela, João da Gente, Mané Bambambam y otros, que llevaron a la creación de las primeras escolas de samba: Deixa Falar, De Mim Ninguém se Lembra y Vizinha Faladeira, en Estácio; Prazer da Moreninha y Sai como Pode, en Madureira. Estas dos últimas se unieron y se transformaron en Portela, su escola de samba favorita, cuyos colores azul y blanco fueron elegidos por él. En 1929 Portela fue la primera vencedora de un concurso entre escolas, con su composición Não Adianta Chorar. Participó de la formación de Estação Primeira de Mangueira junto con Cartola. En 1928 fundó União do Estácio, junto con Nilton Bastos, «Bide» y Mano Rubem.
Dos de sus composiciones que lo popularizaron fueron Deixaste meu lar y Estás farto de minha vida, ambas de 1925 y grabadas por Francisco Alves. Otro tema de su autoría de esa misma época fue Deixe a malandragem se és capaz.
En 1927 ganó un concurso de samba organizado por Zé Espinguela con el tema A Tristeza Me Persegue. En ese mismo año mantuvo con el pianista Sinhô la primera polémica de la música popular brasileña. Al presentarse en la popular fiesta carioca de Nossa Senhora da Penha, donde eran presentadas al público las canciones para el próximo carnaval, descubrió que la autoría de Cassino maxixe, interpretada por Francisco Alves, se atribuía solamente a Sinhô y se desconocía su coautoría. Algo similar ocurrió con Ora Vejam Só. La respuesta de Sinhô fue: «Samba é como passarinho, é de quem pegar» («El samba es como un pajarito, la gente lo atrapa en el aire»). La respuesta de Heitor fue el samba Olha ele, cuidado (Ojo con él, cuidado) donde denunciaba el episodio. A su vez fue respondido por Sinhô con el samba Segura o boi (Asegura el buey). Dado que Sinhô era conocido como el «Rey del Samba», Heitor compuso el tema Rei dos meus sambas (Rey de mis sambas) y pudo grabarlo y distribuirlo a pesar de la oposición de Sinhô. Llegó a un acuerdo por el que obtuvo 38.000 réis y el reconocimiento por la coautoría. El propio Dos Prazeres fue acusado de apropiarse de otros sambas como algunos de Paulo da Portela y Vai Mesmo de Antônio Rufino, por lo que en 1941 un dirigente le impidió desfilar con Portela.
En 1933 compuso Canção do jornaleiro (Canción del diariero). A partir de la letra de corte autobiográfico de este tema, que trata sobre la vida de los niños que venden diarios en las calles, se inició una campaña para financiar la construcción de la Casa del Pequeño Diariero, inaugurada en 1940.
Se casó en 1931 con Doña Gloria, con quien tuvo tres hijas, Ivete, Iriete y Ionete Maria. Después del fallecimiento de su esposa en 1936, se dedicó a las artes plásticas, en particular a la pintura, a impulsos del diseñador, periodista y crítico de arte Carlos Cavalcante, del pintor Augusto Rodrigues y del escritor Carlos Drummond de Andrade. También fabricó instrumentos de percusión y diseñó y confeccionó el vestuario, mobiliario y tapicería de sus grupos musicales y de danza.
Su residencia de la plaza Tiradentes era de hecho un centro de reunión para gente interesada en su conocimiento de la cultura afrobrasileña y de sus centros de reunión más importantes. Entre los visitantes, en su mayoría universitarios, estaba el estudiante de medicina y futuro compositor Noel Rosa, quien en cierta ocasión le pidió ayuda para enfrentar a un agresivo marinero que estaba acosando a su novia. Dos Prazeres era conocido en ese barrio como un experto en capoeira y le bastó una advertencia al marinero para que se alejara. Al regreso, mientras tarareaba la marcha que estaba componiendo y para la que también estaba realizando una ilustración, Noel Rosa le sugirió unos cambios en la letra. De esa forma se convirtió en coautor de O Pierrô Apaixonado (lanzado en 1936), uno de los mayores éxitos de Heitor dos Prazeres. Esa misma noche Drummond de Andrade, otro de sus asiduos visitantes, le llevó un poema dedicado y de su autoría para que lo musicalizara, O Homem e seu Carnaval (1934). Si bien no logró musicalizarlo, más tarde se inspiró en ese poema para crear un cuadro con el mismo nombre.
En 1937 comenzó a exhibir sus cuadros, en los que retrató la vida en las favelas: niños jugando, hombres jugando o bebiendo, jóvenes bailando, sambistas, etc. Representaba los rostros de las personas de forma lateral, con la cabeza y la vista orientadas hacia arriba.
Por esa época se casó con Nativa Paiva, con quien tuvo dos hijos: Idrolete y el músico Heitorzinho dos Prazeres. Su primer hijo varón le inspiró el tema A coisa melhorou (La cosa mejoró), cuya letra incluye el famoso verso: É mais um guerreiro, é mais um carioca, é mais um brasileiro (Es un guerrero, es un carioca, es un brasileño). Este tema significó el inicio de la carrera como solista de la cantante Carmen Costa y fue grabado en una de las primeras compañías discográficas independientes de Brasil.
Durante toda su vida estuvo rodeado de bellas mujeres, a muchas de las cuales entrenaba para integrar los grupos de música y danza que lo acompañaban en sus giras. En São Paulo conoció a una mujer llamada Rosa, que le inspiró el tema Linda Rosa y le dio una hija llamada Dirce. A fines de los años 1920 había nacido su hija mayor, Laura, fruto de su relación con la ialorixá Tía Carlinda. Su pasión por las mujeres está presente en muchas de sus canciones más famosas, entre ellas Deixa a malandragem, Gosto que me enrosco y Mulher de malandro.
En 1939 y 1941 participó en São Paulo del evento Carnaval do Povo con el grupo Embaixada do samba Carioca, creado para la ocasión. Participaron más de cien artistas como Paulo da Portela, Cartola, Carmem Costa, Dalva de Oliveira, Aracy de Almeida, Francisco Alves, Carlos Galhardo, Bide, Marçal, Henricão, Herivelto Martins y Nilo Chagas (dúo Branco e Preto, más tarde Trio de Ouro con Dalva de Oliveira). Este evento al aire libre, conducido por el locutor y baliza Adoniran Barbosa y transmitido por las radios Cruzeiro do Sul y Kosmo, afianzó al samba en tierras paulistas y de allí pasó a Buenos Aires y Montevideo. Gracias a la repercusión de este tipo de espectáculos, el samba pasó a ser aceptado por sectores de mayor poder adquisitivo y a ser escuchado masivamente en casinos, teatros, radios, etc.
A fines de los años 1930 actuaba como músico, cantante y bailarín en el Casino de Urca junto a Josephine Baker y Grande Otelo. Fue contratado por Orson Welles como coreógrafo para una película sobre la cultura afrobrasileña, centrada en el samba y el carnaval. También interpretaba su cavaquinho en las fonoplateas de las radios de Río de Janeiro acompañado por su grupo Heitor dos Prazeres e Sua Gente, integrado por voces femeninas y otros músicos ritmistas y pasistas.
Obtuvo en 1943 el primer concurso oficial de Música para Carnaval, organizado por la prefectura del Distrito Federal, por el samba Mulher de malandro, con la voz de Francisco Alves. También en ese año presentó el samba Lá em Mangueira, coescrito con Herivelto Martins y grabado por el dúo Branco e Preto y Dalva de Oliveira, comenzó a trabajar en la radio Nacional de Río de Janeiro y a exhibir sus cuadros en exposiciones locales y en el exterior. Gracias a una exposición organizada por la RAF en Londres, para recaudar fondos para las víctimas de la Segunda Guerra Mundial, la entonces princesa Elizabeth adquirió su cuadro Festa de São João.
A instancias de su amigo Carlos Cavalcante participó en 1951 de la primera Bienal de Arte Moderno de São Paulo, con la presencia de artistas de todo el mundo, en la que ganó el tercer premio en la categoría artistas nacionales con su cuadro Moenda. En la segunda Bienal de São Paulo en 1953 se destinó una sala para la exhibición de su obra. Creó escenarios y vestuarios para el ballet del cuarto centenario de la ciudad de São Paulo. En 1959 expuso por primera vez en forma individual, en la Galería Gea de Río de Janeiro.
Antonio Carlos da Fontoura dirigió en 1965 un documental sobre su vida y obra.
Falleció el 4 de octubre de 1966 en Río de Janeiro, a los 68 años. Legó un catálogo de cerca de 300 composiciones.
En 1999, en el centenario de su nacimiento, se organizó una muestra retrospectiva de su obra pictórica en el Espacio BNDES y en el Museo Nacional de Bellas Artes de Río de Janeiro. En 2003 la periodista Alba Lírio publicó el libro Heitor dos Prazeres: Sua Arte e Seu Tempo.

## Discografía
- 1954 - Cosme e Damião/Iemanjá (Columbia)
- 1955 - Pai Benedito/Santa Bárbara (Columbia)
- 1955 - Vamos brincar no terreiro/Nego véio (Sinter)
- 1957 - Heitor dos Prazeres e Sua Gente – Macumba (Sinter)
- 1957 - Nada de rock rock/Eta seu Mano! (Todamerica Records)